# Клеман Поатрено
Клеман Поатрено (фр. Clément Poitrenaud; 20. мај 1982) професионални је рагбиста и репрезентативац Француске, који тренутно игра за Тулуз.

### Клупска каријера
Игра на позицији аријера, а по потреби и на позицији центра. Никада у каријери није мењао клубове. За Тулуз је до данас одиграо 337 утакмица и постигао 338 поена. Први меч у купу шампиона одиграо је против Кардифа, а први есеј у овом најелитнијем европском тамичењу постигао је против Сараценса. Са Тулузом је освајао титуле првака Француске и титуле првака Старог континента. 

### Репрезентација Француске
Дебитовао је на Сен Денију у тест мечу против Јужноафричке Републике 2001. Одиграо је још два тест меча исте године против Аустралије и Фиџија. Био је део репрезентације Француске на два светска првенства (2003, 2007). Одиграо је свих 5 мечева у купу шест нација 2003. За Француску је одиграо до сада 47 тест мечева и постигао 7 есеја. 

## Успеси
Титула првака Француске са Тулузом 2001, 2008, 2011 и 2012.
Куп европских шампиона у рагбију са Тулузом 2003, 2005, 2010.
Титула првака Европе са репрезентацијом Француске 2004, 2007, 2010.